# 東光院 (綾部市)
東光院（とうこういん）は京都府綾部市にある高野山真言宗の寺院。山号は菅谷山。本尊は薬師如来
。開祖は三河鳳来寺と同じ理趣仙人（利修仙人）である。境内にはアジサイが植栽され、あじさい寺として知られる。

## 歴史
白鳳2年（673年）理趣仙人によって建立したと伝わる。中筋村史には開創は理趣仙人と書かれているが創立は平城天皇の大同2年（807年）と記載がある。
寛弘2年（1005年）聖楽上人によって中興したが、延徳の兵乱で焼失した。

## 文化財

### 綾部市指定文化財
- 大般若写経30巻[2]

## 所在地
京都府綾部市上延町堂ノ奥7

## 交通アクセス
- JR山陰本線・舞鶴線綾部駅から自動車で8分。
- あやべ市民バス（東西線）「上延町八反」バス停下車。